# Rodellar
Rodellar è una frazione spagnola di Bierge situata nella comunità autonoma dell'Aragona.
Si trova all'interno del parco naturale della Sierra de Guara, una catena montuosa dei Pirenei.

## Sito d'arrampicata

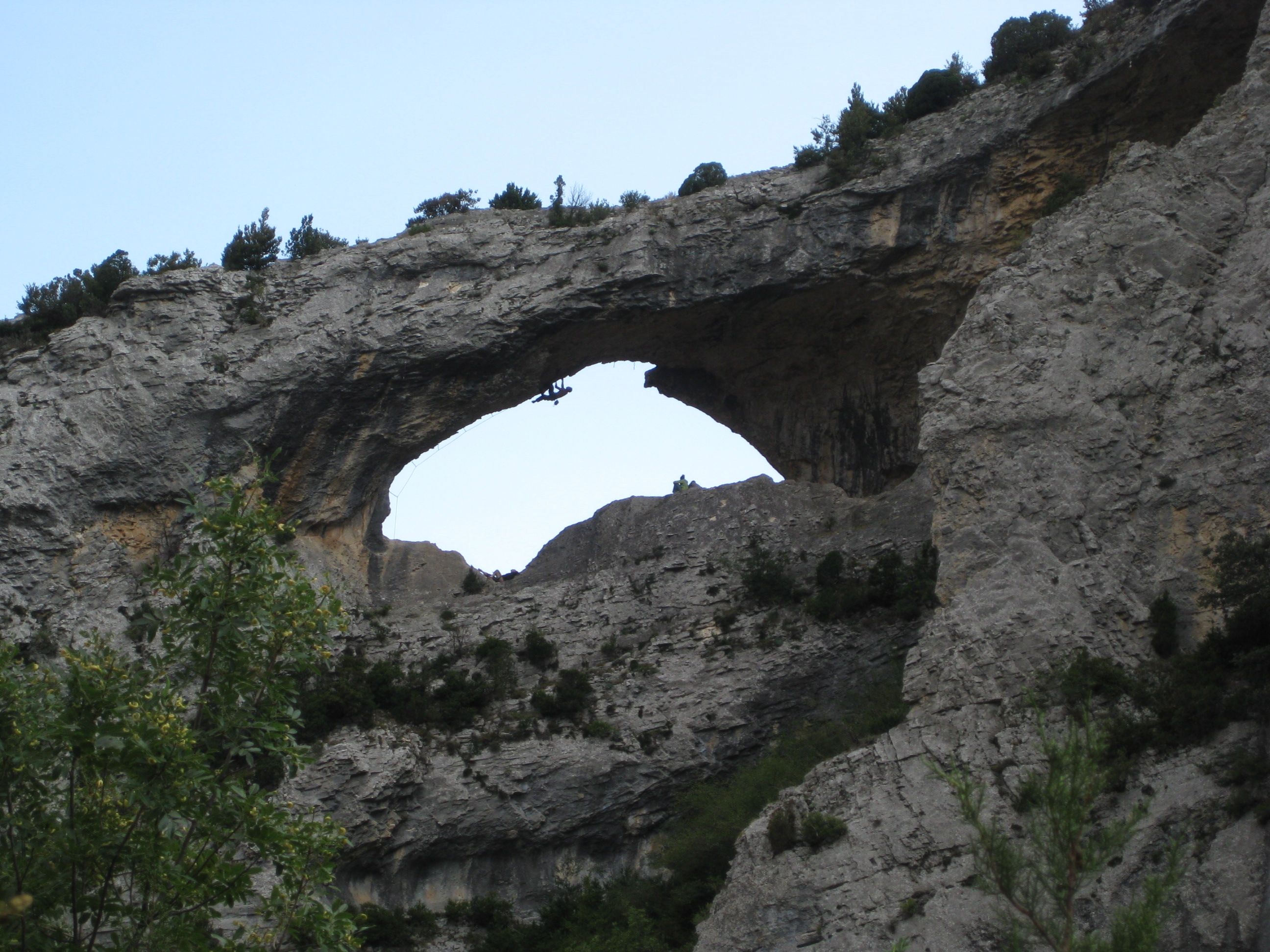
Lo spettacolare settore El Delfino di Rodellar

Nei pressi del paese è presente un importante sito d'arrampicata. Il sito è costituito da dei canyon scavati nella roccia. I tre più importanti canyon sono: Andrebot a nord, Alcanadre a sud e Mascun al centro. Il sito offre centinaia di vie su roccia di calcare generalmente strapiombanti.

### Le vie
Le vie più difficili:
- 9a+/b/5.15a/b:
  - Ali-Hulk sit start extension - 8 novembre 2007 - Daniel Andrada[1]
- 9a+/5.15a:
  - Ali-Hulk extension - 12 settembre 2007 - Daniel Andrada
  - Ali-Hulk sit start - 11 settembre 2006 - Daniel Andrada
- 9a/5.14d:
  - Emborrachando al hijo - 8 ottobre 2009 - Daniel Andrada[2]
  - Delincuente natural - 13 settembre 2008 - Daniel Andrada[3]
  - Los Inconformistas - 24 luglio 2008 - Erik Lopez[4]
  - Ali-Hulk (de pie) - 14 agosto 2006 - Daniel Andrada[5]